# Dinkelacker
Dinkelacker är ett bryggeri i Stuttgart i Baden-Württemberg. Bryggeriet grundade 1888 av Carl Dinkelacker och avancerade till att bli ett av de största bryggerierna i Stuttgart i slutet av 1800-talet. Kring sekelskiftet började Dinkelacker brygga pilsner, vars namn CD-Pils, kommer från Carl Dinkelackers initialer. 
1971 övertog Dinkelacker Wulle och 1977 Sanwald, både konkurrenter i Stuttgart. Sanwalds sortiment av veteöl breddade Dinkelackers sortiment och varumärket Sanwald finns kvar. 1982 köptes Cluss i Heilbronn. 1996 följde sammanslagningen med Schwabenbräu till Dinkelacker-Schwaben Bräu. 2004-2006 ingick Dinkelacker-Schwabenbräu i InBev men är sedan 2007 åter ett självständigt bolag sedan Wolfgang Dinkelacker köpt tillbaka bolaget. Idag har bryggeriet 300 anställda och är ett av de största privata bryggerierna i Tyskland som inte ingår i storkoncerner.